# Piper subscutatum
Piper subscutatum är en pepparväxtart som först beskrevs av Friedrich Anton Wilhelm Miquel, och fick sitt nu gällande namn av C. Dc.. Piper subscutatum ingår i släktet Piper och familjen pepparväxter. Inga underarter finns listade i Catalogue of Life.